# Vychuchol pyrenejský
Vychuchol pyrenejský (Galemys pyrenaicus) je savec, který je aktivní hlavně v noci. Je to jeden ze dvou žijících druhů vychucholů na území Evropy. Tento druh se vyskytuje hlavně na severu Španělska a v Pyrenejích.

## Taxonomie
Společně s vychucholem povolžským patří do tribu vychucholové. Dříve bylo v tomto tribu mnohem více druhů, ale časem všechny druhy vyhynuly.

## Popis
Vychuchol pyrenejský je dlouhý 11 až 16 cm s ocasem dlouhým od 12 do 16 cm. Váží 35 až 80 g. Vychucholové mají citlivé čenichy a velké plovací blány na zadních tlapkách. Mohou uzavřít své nosní nozdry a ušní ventily, aby zabránili vnikání vody do těla. Pak se dorozumívají pomocí echolokace.
Tělo vychuchola je pokryto srstí, pouze čenich a ocas jsou lysé. Typické je pro ně hnědé zbarvení těla se světlejším břichem, které bývá popelavě šedé. Protáhlý černý čenich s vousky mu umožňuje sledování pohybu kořisti a slouží k vyhledávání potravy v zemi. Vychucholové jsou noční lovci malých bezobratlých živočichů, hlemýžďů a garnátů. 
Dožívají se nejméně 3,5 roku. V každém vrhu se rodí 3–4 mláďata, a to až třikrát do roka. Březost samice trvá asi 30 dnů.

## Rozšíření
Vychucholové pyrenejští jsou zdatní plavci, žijí tedy hlavně u vody. Kromě blan mají i drápky, které jim umožňují dobře lézt po strmých svazích.
Většinou žijí v páru. Samci se pohybují po větším území než samice. Celkově jsou k ostatním dospělým jedincům agresivní.
Výzkumy z 80. a 90. let 20. století uváděly, že vychucholové jsou rozšířeni od severní části Pyrenejského poloostrova až po Francii. Podle nových výzkumů je tento druh na jižní části Pyrenejského poloostrova kriticky ohrožený, či úplně vyhynulý. Důvodem snižování počtu tohoto druhu ve Španělsku a v Portugalsku je hlavně budování nových přehrad. Vychucholové jsou citliví vůči znečištění vody. Tento problém se týká i katalánského národního parku Alt Pirineu, kde se vychucholové též hojně vyskytují.

## Ochrana
Snaha o ochranu druhu je vedena projekty Estrategia Nacional de Conservación del Desmán Ibérico a Proyecto LIFE+ Desmania společně s Evropskou komisí, která na ně finančně přispívá z 50 %. Hlavní hrozbou pro vychucholy jsou přehrady, celková těžba, špatná kvalita vody a invazivní druhy, jako je norek americký.